# Käty van der Mije
Alexandra Ecatarina (Käty) van der Mije-Nicolau (Boekarest, 22 juli 1940 – Haarlem, 14 oktober 2013) was een Roemeens-Nederlandse schaakster.
In 1960 werd ze Internationaal Meester bij de dames (WIM), in 1974 werd ze grootmeester bij de dames (WGM). 
In 1960, 1961, 1963, 1964, 1965 en 1973 werd ze schaakkampioen van Roemenië bij de dames en hoorde ze bij de wereldtop. Na het Hoogovenstoernooi van 1974 keerde ze niet terug naar Roemenië en trouwde met de Nederlander Kees van der Mije. In 1974, 1976, 1977, 1978 en 1979 was ze schaakkampioen van Nederland bij de dames. 
In 1988 nam ze met het Nederlandse vrouwenteam deel aan de 28e Schaakolympiade waarop het team als 10e eindigde. Eerder nam ze deel aan de Schaakolympiades van 1963, 1966, 1972 (namens Roemenië), 1976, 1978 en 1984. 
Ze was lid van de schaakvereniging "Utrecht" te Utrecht. Ze woonde in Haarlem.